# I Draculas klor
I Draculas klor var den första Dracula-filmen från filmbolaget Hammer Horror. Filmen är löst baserad på Bram Stokers klassiska roman.

## Handling
Jonathan Harker anländer till Greve Draculas slott för att arbeta som bibliotekarie. Det dröjer inte länge innan han inser att Dracula är en vampyr. Han kontaktar därför sin gode sin vän, Dr. Van Helsing. När väl Van Helsing kommer till undsättning är Harker redan en vampyr som Van Helsing tvingas döda. Nu börjar jakten på Greve Dracula.

## Om filmen
I USA ändrades filmens brittiska titel Dracula till Horror of Dracula för att inte förväxlas med Dracula från 1931 (med Béla Lugosi i huvudrollen). Filmen hade världspremiär den 8 maj 1958 på Warner Theater i Milwaukee, Wisconsin. Den drog in hela $1 682 den första dagen.

## Rollista (i urval)
- Christopher Lee – Greve Dracula
- Peter Cushing – Doktor Van Helsing
- Carol Marsh – Lucy Holmwood
- John Van Eyssen – Jonathan Harker
- Melissa Stribling – Mina
- Michael Gough – Arthur Holmwood
- Charles Lloyd Pack – Doktor Seward Christopher Lee i rollen som greve Dracula

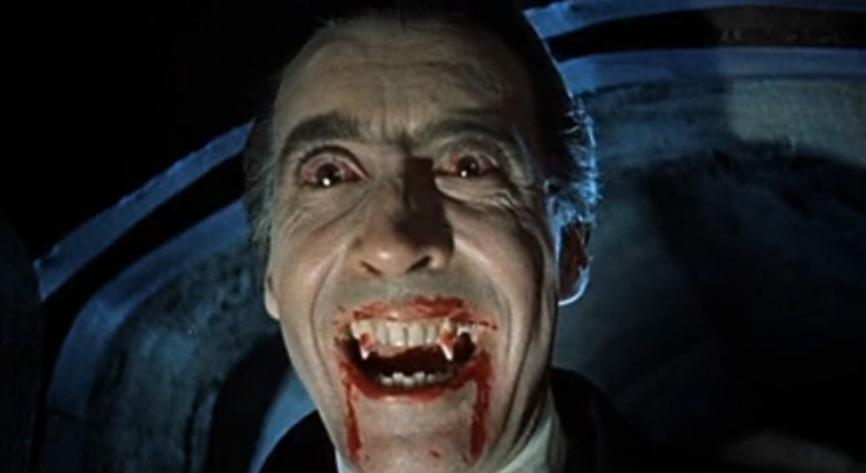
Christopher Lee i rollen som greve Dracula